# Lokčim
Il Lokčim (in russo Локчим?) è un fiume della Russia europea orientale, affluente di sinistra della Vyčegda nel bacino della Dvina Settentrionale. Scorre nella Repubblica dei Comi, nel rajon  Kortkerosskij.
Inizia nel sud-est della Repubblica dei Komi, al confine con il Territorio di Perm' dalla confluenza dei fiumi Bad'ju (lungo 50 km) da destra e Sed'ju (31 km) da sinistra. Inizialmente scorre in direzione sud-est, quindi descrive un ampio arco, prima in direzione sud-ovest, poi nord-ovest, attraverso la taiga. Il fiume si snoda in un corso tortuoso in un'area prevalentemente paludosa. Alla confluenza del tributario Lop'ju (lungo 105 km) si trova il villaggio di Lopydino, a partire da quel punto e per 153 km il Lokčim è navigabile. Sfocia nella Vyčegda a 493 km dalla foce, presso il villaggio di Ust'-Lokčim. Ha una lunghezza di 263 km, il suo bacino è di 6 600 km².